# Laem Sing (Chanthaburi)

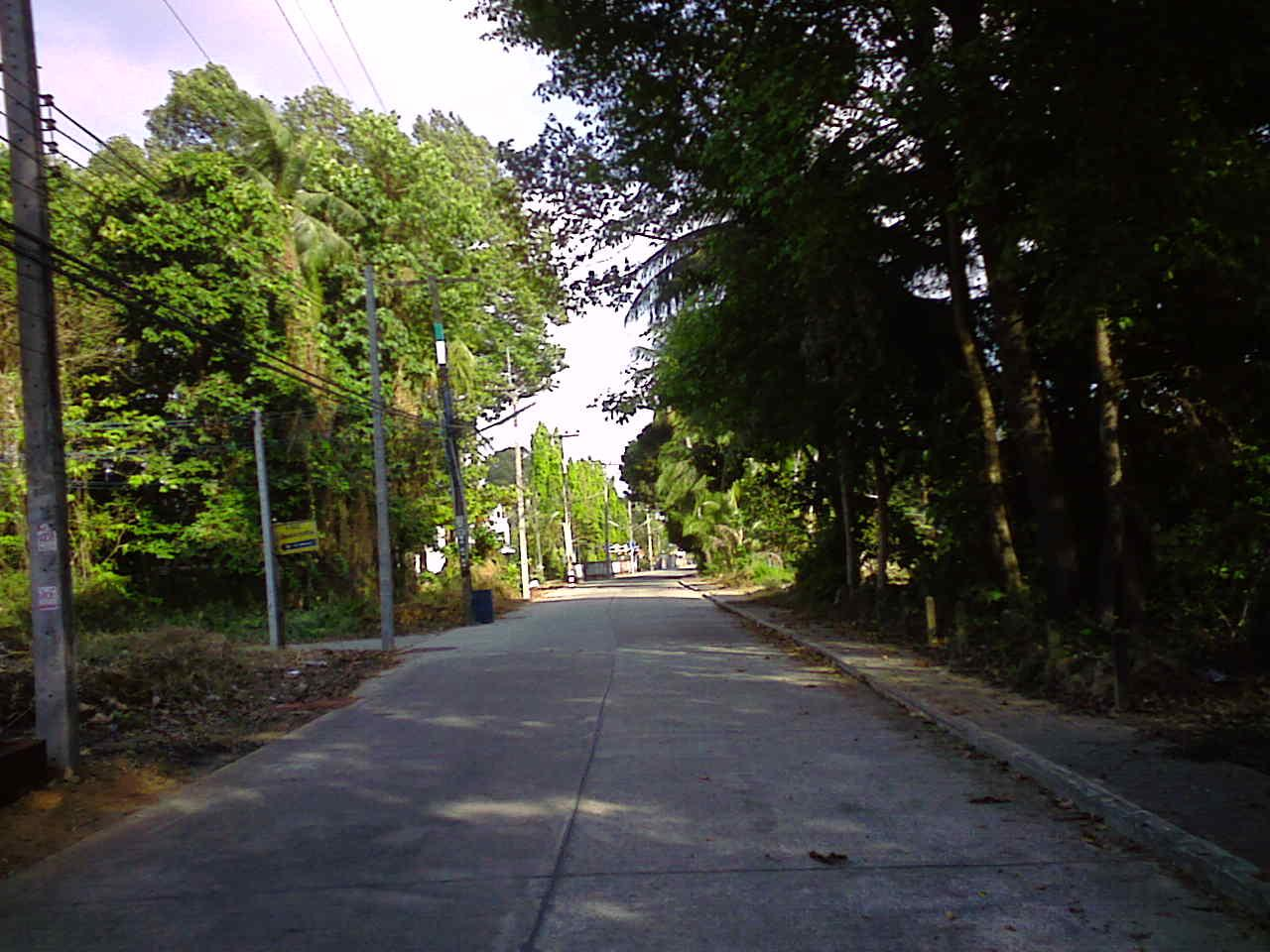
Straße im Landkreis Laem Sing

Laem Sing (Löwenkap) (Thai: หาดแหลมสิงห์) ist ein kleiner Strand im Landkreis (Amphoe) Laem Sing in der Provinz Chanthaburi im östlichen Teil von Zentralthailand.
Der Hat Laem Sing liegt etwa 30 km südlich der Provinzhauptstadt Chanthaburi. Er kann über die Sukhumvit-Straße in Richtung Trat erreicht werden. Der Strand selbst ist auf der gesamten Länge gesäumt mit Kiefern. Kleine Restaurants sind vorhanden wie auch ein Bootsverleih, um die beiden nahegelegenen Inseln Ko Chula und Ko Nom Sao zu besuchen.
In der Nähe des Hat Laem Sing auf dem Laem Sing-Hügel befinden sich die Überreste von zwei Festungen aus der Zeit von König Rama III. Als die Franzosen 1893 Chanthaburi besetzten, unterhielten sie auch am Löwenkap eine Garnison, die zur Kontrolle des Verkehrs am Fluss diente. 

## Sehenswürdigkeiten
- Kuk Ki Gai: Das berüchtigte kleine zweistöckige Backsteingebäude Kuk Ki Gai (Hühnermist-Gefängnis) stammt aus dieser Zeit, und diente als Gefängnis für thailändische Soldaten, die gegen die französische Besatzung waren. Über dem Gefängnis wurden Hühner gehalten, deren Exkremente auf die Gefangenen herabfielen.
- Tuk Daeng: das „Rote Haus“, ist ein flaches, von einem Säulengang umgebenes Gebäude, das am Ban Pak Nam – Markt liegt. Während der Besatzungszeit diente es als Verwaltungsgebäude, später beherbergte es vorübergehend die Bibliothek des Ortes.
- Oasis Sea World liegt ebenfalls in der Nähe des Strandes. Hier werden Delphin-Shows und viele weitere Attraktionen gezeigt, eine Schmetterlingsfarm kann ebenfalls besichtigt werden.